# Ireland a Nation
Ireland a Nation er en stumfilm fra 1914 af Walter MacNamara.